# Грёсниц
Грёсниц (нем. Größnitz) — деревня в Германии, в земле Саксония-Анхальт, входит в район Бургенланд в составе коммуны Бальгштедт.
Население составляет 162 человека (на 31 декабря 2007 года). Занимает площадь 6,29 км².

## История
До 2009 года Грёсниц образовывал собственную коммуну, куда также входила деревня Штедтен (нем. Städten, 51°10′38″ с. ш. 11°42′19″ в. д.).
1 июля 2009 года, после проведённых реформ, Грёсниц и Штедтен вошли в состав коммуны Бальгштедт.

## Галерея

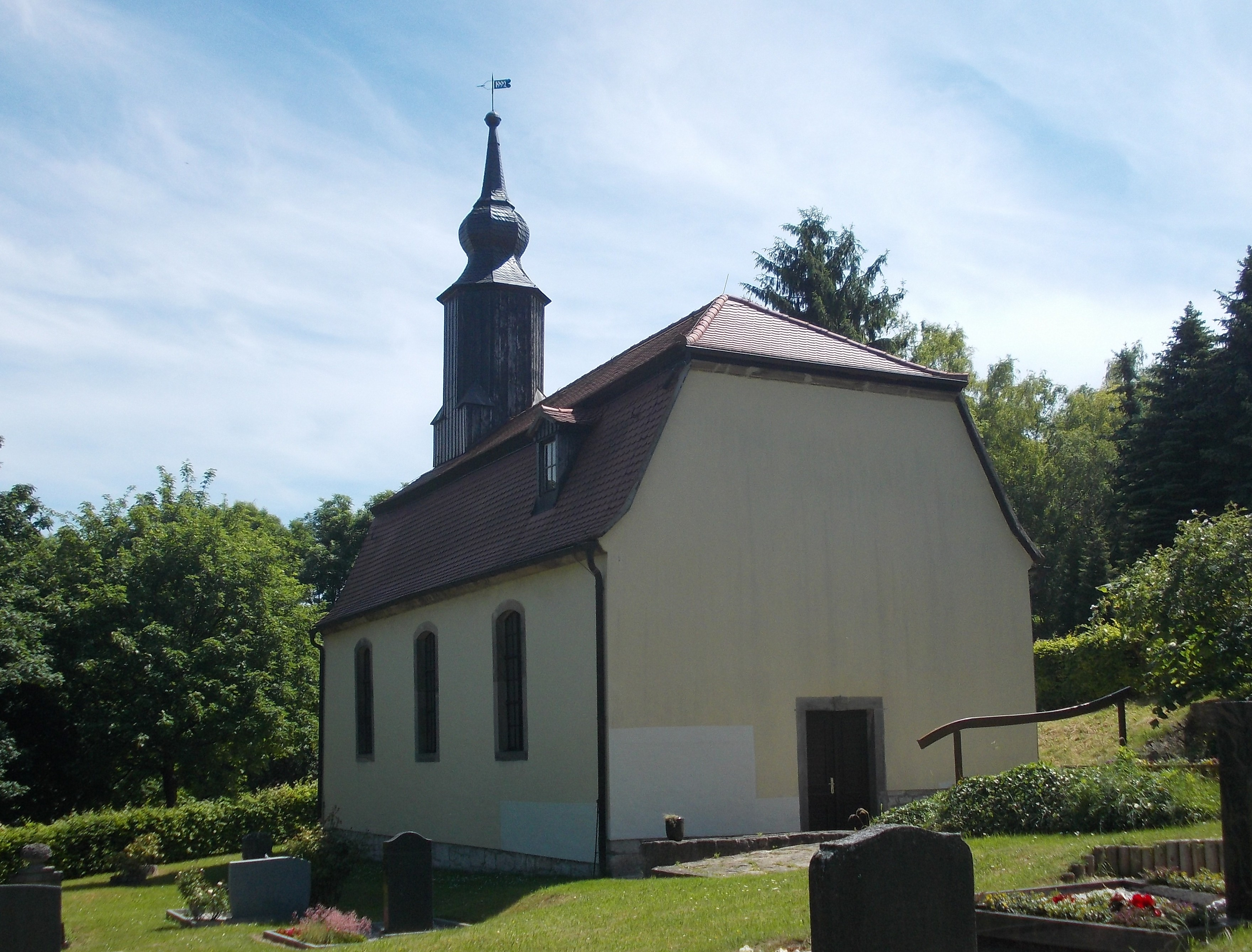
Церковь в Грёснице
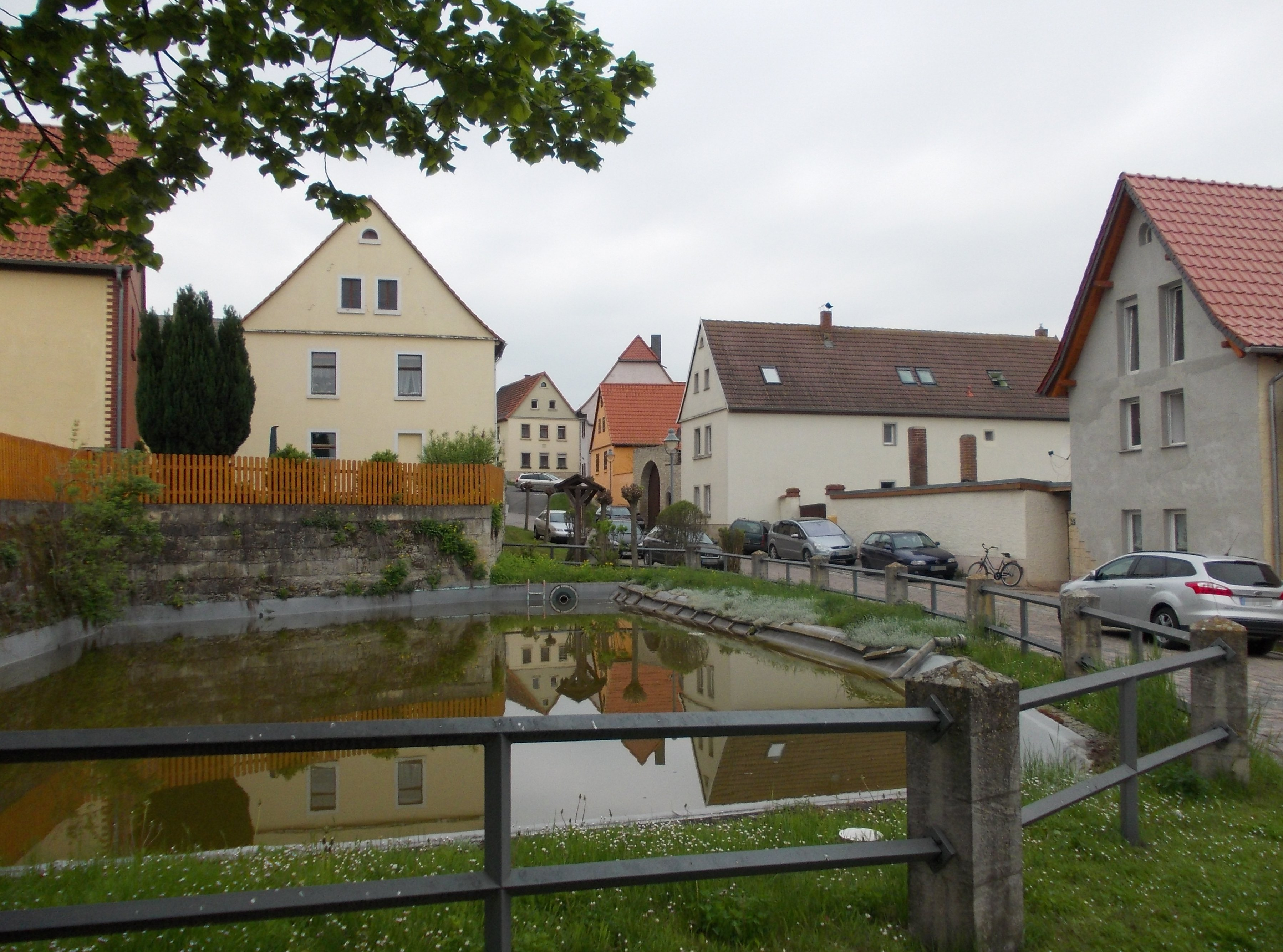
Деревенский пруд